# Fosfatidilserina
A fosfatidilserina, abreviada como PS (da palavra inglesa) é um componente fosfolipídico, normalmente mantido no folheto interno, o lado citosólico, das membranas celulares, por uma enzima denominada translocase aminofosfolipideo ATP. Quando uma célula passa por morte por apoptose, a fosfatidilserina não está mais restrita ao lado citosólico da membrana, mas torna-se exposta na superfície da célula.

## Possíveis Benefícios à Saúde

### Memória e Cognição
Os primeiros estudos da fosfatidilserina (PS) destilavam a substancia do cérebro bovino. No entanto, devido a preocupações com a Encefalopatia Espongiforme Bovina, os estudos e produtos modernos disponíveis no mercado são feitos a partir da soja. Os ácidos graxos ligados à serina no produto de soja não são idênticos aos do produto de bovino, que também são impuros. Estudos preliminares em ratos indicam que o produto da soja é pelo menos tão eficaz como a de origem bovina. 
No entanto, subsequentes ensaios clínicos em seres humanos demonstraram que "um suplemento diário de Fosfatidilserina derivada da soja não afetou a memória ou outras funções cognitivas em idosos com queixas de memória."
Em 13 de maio de 2003, a Food and Drug Administration dos EUA declarou: "com base na avaliação da totalidade das evidências científicas disponíveis ao público, a agência concluiu que não há consenso significativo entre os experts de que exista uma relação entre fosfatidilserina e a redução do risco de demência ou disfunção cognitiva. " A FDA também declarou que "dos 10 estudos que formaram a base da avaliação da FDA, todos eram muito embrionários e limitados na sua confiabilidade de uma ou mais formas."
Conclui que "a maioria das evidências não sustentam uma relação entre fosfatidilserina e a redução do risco de demência ou disfunção cognitiva, e que a prova de que dá suporte a essa relação é muito limitada e ainda em fase embrionária." A FDA, no entanto concedeu status de "alegação qualificada de saúde" à fosfatidilserina, afirmando que "o suplemento de PS pode reduzir o risco de demência em idosos" e que "O suplemento de PS pode reduzir o risco de disfunção cognitiva em idosos".

### Nutrição Esportiva
A Fosfatidilserina demonstrou acelerar a recuperação e evitar a dor muscular, melhorar o bem-estar, e pode possuir propriedades ergogênicas em atletas envolvidos em ciclismo, musculação e corridas de resistência. A Fosfatidilserina derivada da Soja, dependendo da dose (400 mg), é relatada como um suplemento eficaz no combate ao estresse induzido pelo exercício, bloqueando o aumento nos níveis de cortisol devidos ao estresse físico. O suplemento de Fosfatidilserina promove um desejável equilíbrio hormonal em atletas e pode atenuar a deterioração fisiológica que acompanha o excesso de esforço e / ou estiramento muscular. Em estudos recentes, a Fosfatidilserina demomonstrou melhorar o humor em uma população de jovens com estresse mental. Em um grupo de golfistas, melhorou a precisão das tacadas iniciais, aumentando a resistência ao estresse dos jogadores.

### Déficit de atenção e hiperatividade
Estudos preliminares indicam que a suplementação de PS pode ser benéfica para crianças com déficit de atenção e hiperatividade.

## Segurança
Tradicionalmente, os suplementos de PS eram obtidos a partir do córtex bovino (BC-PS), porém, devido ao potencial de risco de doenças infecciosas, o PS derivado da soja (S-PS) se estabeleceu como uma potencial alternativa segura. PS derivado da soja tem status de GRAS (geralmente reconhecido como seguro), sendo um suplemento nutritivo seguro para idosos se tomado até uma dose de 200 mg, três vezes ao dia. A fosfatidilserina demonstrou reduzir a resposta imune específica em ratos.